# Бландон (Пенсільванія)
Бландон (англ. Blandon) — переписна місцевість (CDP) в США, в окрузі Беркс штату Пенсільванія. Населення — 7289 осіб (2020).

## Географія
Бландон розташований за координатами 40°26′43″ пн. ш. 75°52′46″ зх. д. / 40.44528° пн. ш. 75.87944° зх. д. (40.445150, -75.879451).  За даними Бюро перепису населення США в 2010 році переписна місцевість мала площу 11,51 км², з яких 11,49 км² — суходіл та 0,02 км² — водойми.

## Демографія
Згідно з переписом 2010 року, у переписній місцевості мешкали 7152 особи в 2477 домогосподарствах у складі 2025 родин. Густота населення становила 621 особа/км².  Було 2569 помешкань (223/км²).
Расовий склад населення:
| - 91,1 % — білих - 3,6 % — чорних або афроамериканців - 1,5 % — азіатів - 0,1 % — корінних американців - 1,6 % — осіб інших рас |

До двох чи більше рас належало 2,1 %. Частка іспаномовних становила 5,9 % від усіх жителів.
За віковим діапазоном населення розподілялося таким чином: 28,4 % — особи молодші 18 років, 62,0 % — особи у віці 18—64 років, 9,6 % — особи у віці 65 років та старші. Медіана віку мешканця становила 37,7 року. На 100 осіб жіночої статі у переписній місцевості припадало 96,3 чоловіків;  на 100 жінок у віці від 18 років та старших — 94,3 чоловіків також старших 18 років.
Середній дохід на одне домашнє господарство  становив 84 219 доларів США (медіана — 76 316), а середній дохід на одну сім'ю — 86 534 долари (медіана — 79 593). Медіана доходів становила 58 310 доларів для чоловіків та 45 565 доларів для жінок. За межею бідності перебувало 5,7 % осіб, у тому числі 9,4 % дітей у віці до 18 років та 2,2 % осіб у віці 65 років та старших.
Цивільне працевлаштоване населення становило 3905 осіб. Основні галузі зайнятості: виробництво — 25,0 %, освіта, охорона здоров'я та соціальна допомога — 21,5 %, роздрібна торгівля — 10,1 %, мистецтво, розваги та відпочинок — 8,5 %.